# 姚舜明
姚舜明（1071年—1135年），字廷辉，越州剡县（今嵊州市）人。
绍圣四年（1097年）何昌言榜進士，授相州临漳主簿，历知登州牟平、平江府昆山、秀州华亭等县。宣和二年（1120年）通判婺州，参与平定方腊起义。建炎三年（1129年）知江州兼本路安抚制置使，紹興元年（1131年）十月，李成部将馬進兵陷江州，姚舜明棄城走，端明殿学士王易简等二百人皆遇害。绍兴四年（1134年）任华英殿修撰，提举江州太平观，进徽猷阁待制，绍兴五年（1135年）卒，葬于诸暨县长宁乡左溪，墓已毁于文革期间。
绍圣四年（1097年）娶妻张氏（1078年—1145年），为诸暨人，故太仆寺丞張匋之女。有子四人，姚宏、姚宽、姚寓、姚宪，女六人。后世迁居诸暨长宁乡左溪姚家庵（今诸暨市东和乡上姚村、下姚村一带）。